# 카자흐스탄의 자살
이 문서는 카자흐스탄의 자살(영어: Suicide in Kazakhstan)에 대해 서술한다.

## 설명
카자흐스탄은 2007년 당시에도 자살률이 3위정도 증가하였으며, 2008년에는 5위로 내려가기도 하였다. 당시에도 여성이 투신 하는 일이 있었으며, 2013년 9월에는 이미 4명이나 아파트에서 뛰어내린 사건도 있었다. 당시 2012년에도 자살 사건이 있었으며, 이는 "하얀 옷을 입은 노인의 환영이 나타나 삶에는 의미가 없다"는 말을 듣고 자살을 선택한 것이며, 이러한 이유로 인해서 낙타를 죽이는 등의 행사를 하였다.

## 같이 보기
- 자살률에 따른 나라 목록
- 자살